# Jean Rouxel
Jean Rouxel (Malestroit, 24 de fevereiro de 1935 — Nantes, 19 de março de 1998) foi um químico francês. Foi professor da Universidade de Nantes.

## Obras
- Editor e co-autor: Crystal Chemistry of Materials with quasi one-dimensional structure, Reidel Publ., 1985
- Editor com M. Tournoux e, R. Brec: Chimie Douce - Soft Chemistry Routes to New Solids, Trans Tech. Ldt Publications, Aedermannsdorf, 1994 (Internationales Symposium in Nantes im September 1993)
- com C. Schlenker Structural, electronic properties and design of quasi-one-dimensional inorganic conductors in Lev Gor'kov, G. Grüner (Herausgeber) Charge density waves in solid, Kapitel 2, Elsevier 1989
- Design and chemical reactivity of low-dimensional solids, in Thomas Bein (Herausgeber) Supramolecular Architecture, American Chemical Society Symposium series, Band 499, 1992, S. 88-113
- Low-Dimensional Solids: An interface between molecular and Solid-State Chemistry ? The example of chain like niobium and tantalum chalcogenides, Accounts of Chemical Research, Band 25, 1992, S. 328-336